# Meryl Davis
Meryl Davis est une patineuse artistique américaine née le 1er janvier 1987 à Royal Oak, dans le Michigan aux États-Unis. Son partenaire en danse sur glace est Charlie White, avec qui elle patine depuis 1997.
Avec White, elle est médaillée d'argent aux Jeux Olympiques de 2010, médaillée de bronze (compétition par équipes) et médaillée d'or aux Jeux Olympiques de 2014, double championne du monde (2011 et 2013), triple championne des Quatre continents (2009, 2011, 2013) et sextuple championne américaine (2009 à 2014).

## Biographie

### Carrière sportive

#### Les débuts
Meryl Davis a commencé le patinage à l'âge de cinq ans. Elle a débuté en tant que patineuse en simple, mais se tourna vers la danse à l'âge de huit ans.
Elle a commencé à faire équipe avec Charlie White en 1997. Les succès furent quasi instantanés.
Lors de la saison 2000/2001, ils se sont qualifiés pour les championnats des États-Unis de niveau novice et terminèrent 6e. Lors de la saison suivante, ils ont remporté la médaille d'argent et ont passé au niveau junior. Aux championnats des États-Unis 2002 de niveau junior, ils ont terminé 7e.

#### Niveau junior
Durant la saison 2003/2004, ils ont remporté les championnats de section ainsi qu'une médaille d'argent aux championnats des États-Unis. À la suite de cette médaille, ils ont été aux championnats du monde junior où ils se sont classés 13e.
Lors de la saison 2004/2005, ils ont très bien fait sur la scène junior internationale en remportant deux médailles de bronze. Leur saison s'est terminée tôt, après que Charlie White s'est cassé la cheville quelque temps avant les championnats de section. Le couple n'a pas pu se qualifier pour les championnats nationaux de 2005.
Ils sont revenus en force durant la saison 2005/2006. Ils ont remporté des médailles à chacune de leurs compétitions sur le circuit du Grand Prix junior et ils ont remporté l'argent lors de la finale. Ils ont également mis la main sur le titre national junior lors des championnats des États-Unis 2006 et remportèrent une médaille de bronze aux championnats du monde juniors. Après cette saison, Davis/White n'avaient plus l'âge requis pour rester au niveau junior.

#### Niveau senior

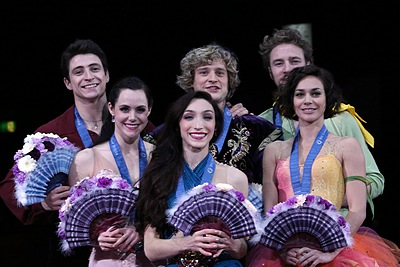
Davis, White, Virtue, Moir, Péchalat et Bourzat sur le podium de la Finale du Grand Prix ISU 2013-2014.

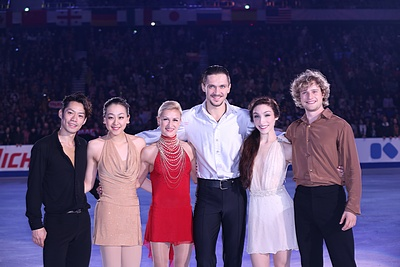
Les champions du Trophée NHK 2013.

La saison 2006/2007 marque leur début senior sur la scène nationale et internationale. Sur le circuit du Grand Prix, ils se classèrent quatrième à chacune de leurs compétitions. Lors de la compétition du Trophée NHK, ils sont devenus la première équipe à obtenir des niveaux quatre sur tous leurs éléments. Lors des championnats des États-Unis, ils ont remporté la médaille de bronze leur permettant d'aller aux championnats du monde. Durant ces championnats, Davis/White se sont classés 7e.
Lors de la saison 2007/2008, Davis/White se classèrent 4e à Skate America et remportèrent leur première médaille au Trophée Éric-Bompard. Ils durent modifier leur danse libre sur Eleanor Rigby avant les championnats des États-Unis, étant donné la mauvaise réception que le programme a reçu. Ils ont obtenu la médaille d'argent et ainsi qu'une place aux championnats du monde, où ils ont terminé 6e.
En 2008/2009, ils ont remporté leur première compétition de Grand Prix, Skate Canada. Lors de la Coupe de Russie, ils mirent la main sur le bronze et se qualifièrent pour la finale. Durant la finale du Grand Prix, ils ont eu la médaille de bronze. Lors des championnats des États-Unis, les champions en titre Belbin/Agosto avaient déclaré forfait. Davis/White ont facilement remporté leur premier titre national. Ce sacre national est suivi peu de temps après par la médaille d'or aux Quatre Continents, devançant leurs partenaires d'entrainement Tessa Virtue/Scott Moir. Aux Championnats du monde, ils terminèrent 4e. Ils se classés 3e pour la danse originale et la danse libre, toutefois la danse imposée a permis à Virtue/Moir de les devancer par 0.04 points.
Ils ont remporté leurs compétitions du Grand Prix lors de la saison 2009/2010, ce qui leur permet de se qualifier pour la Finale. Lors de cette finale, ils remportent la danse originale et deuxième de la danse libre. Au total, ils ont remporté la compétition devant leur principaux rivaux Tessa Virtue/Scott Moir. Davis/White deviennent ainsi le premier couple de danseurs sur glace américains à devenir champions de la Finale du Grand Prix. Lors des championnats américains, Davis/White affrontent leurs rivaux sur la scène nationale, Tanith Belbin et Benjamin Agosto. Davis/White sont les meneurs à chaque portion de la compétition et remportent leur deuxième titre national d'affilée.
Lors des Jeux olympiques 2010, Davis/White ont battu leur record personnel pour une danse libre avec 107,19 points. Ils ont également battu leur record personnel pour un score total avec 215,74 points. Ils ont remporté la médaille d'argent derrière leurs principaux rivaux et compagnons d'entraînement, Tessa Virtue/Scott Moir. Cette médaille olympique est suivi, un mois plus tard, par une autre médaille d'argent aux championnats du monde, toujours derrière les canadiens Virtue/Moir.

## Programmes
| Saison  | Danse courte | Danse libre | Programme d'exhibition |
| ------- | --- | --- | --- |

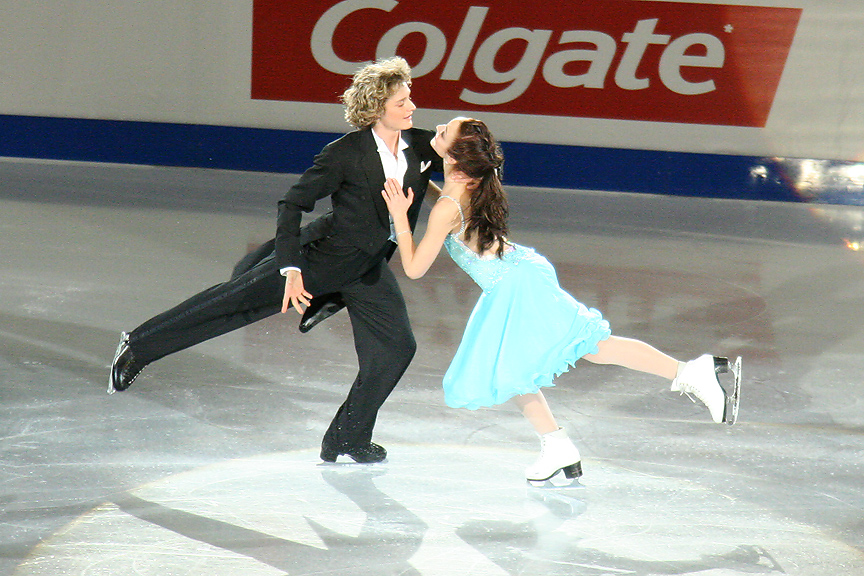
Davis & White au Skate Canada 2006.

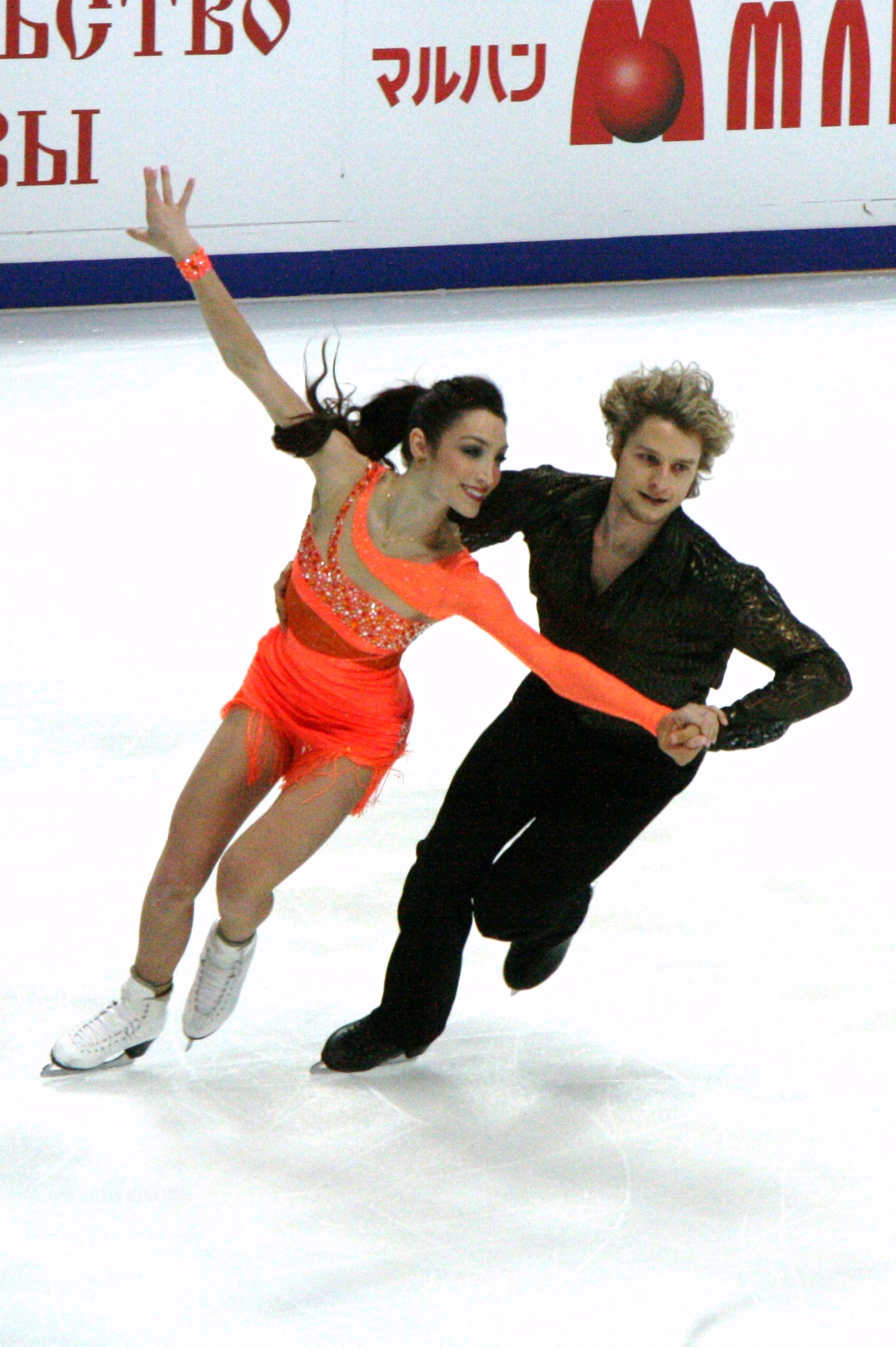
Davis & White à la Coupe de Russie 2011.

| 2013/14 | - I Could Have Danced All Night - With a Little Bit of Luck - Get Me to the Church on Time du film My Fair Lady par Frederick Loewe                                             | Shéhérazade par Nikolaï Rimski-Korsakov                                                                                                 | Fade Into You par Sam Palladio et Clare Bowen Concerto pour piano no 2 en do mineur op. 18 par Sergueï Rachmaninov                                 |
| 2012/13 | Giselle par Adolphe Adam | Notre-Dame de Paris par Riccardo Cocciante                                                                                              | Fade Into You par Sam Palladio et Clare Bowen Someone Like You par Adele - The Way I Am par Ingrid Michaelson - Rhythm of Love par Plain White T's |
| 2011/12 | - Batucadas par Mitoka Samba - Life is a Carnival - On The Floor par Jennifer Lopez                                                                                             | Die Fledermaus par Johann Strauss II | Someone Like You par Adele |
| 2010/11 | - Waltz: Libiamo ne' lieti calici de l'opéra La traviata par Giuseppe Verdi - Waltz: Quando men vo de l'opéra La Bohème par Giacomo Puccini                                     | - BO du film Le Facteur by Luis Bacalov - Payadora (Forever Tango) par Lisandro Adrover - Recuerdo (Forever Tango) par Lisandro Adrover | - The Way I Am par Ingrid Michaelson - Rhythm of Love par Plain White T's                                                                          |
|         | Danse originale | | |
| 2009/10 | - Kajra Re du film Bunty Aur Babli par Shankar Mahadevan, Ehsaan Noorani et Loy Mendonsa - Silsila Ye Chahat Ka - Dola Re Dola du film Devdas par Ismail Darbar and Nusrat Badr | - Ouverture - Music of the Night - Point of No Return de la comédie musicale Le Fantôme de l'Opéra par Andrew Lloyd Webber              | Billie Jean par Michael Jackson interprété David Cook                                                                                              |
| 2008/09 | - Happy Feet par Jack Yellen et Milton Ager - 20's Piano original composition par Joe Laduke                                                                                    | Samson et Dalila par Camille Saint-Saëns interprété par Filippa Giordano                                                                | Don't Stop Me Now par Queen |
| 2007/08 | "Kalinka" par Ivan Petrovitch Larionov | - Eleanor's Dream - Eleanor Rigby par The Beatles                                                                                       | Beyond the Sea par Bobby Darin interprété par Kevin Spacey                                                                                         |
| 2006/07 | A Los Amigos par Astor Piazzolla | Danses polovtsiennes de l'opéra Le Prince Igor by Alexandre Borodine                                                                    | Beyond the Sea par Bobby Darin interprété par Kevin Spacey                                                                                         |
| 2005/06 | - Ran Kan Kan - En Los Pasos de mi Padre par Tito Puente Bésame mucho par Consuelo Velázquez interprété par Nana Mouskouri                                                      | Sarabande par Handel | |
| 2004/05 | Bésame mucho par Consuelo Velázquez interprété par Nana Mouskouri | Sarabande par Handel | |
| 2003/04 | - "Pennsylvania 6-5000" - "That's All Right" - "This Cat's on a Hot Tin Roof"                                                                                                   | - "Hasta Que te Conoci" - "De Mis Manos" - "Voy a Conquistarte" - "Que Viva la Alegria" par Raúl di Blasio                              | |
| 2002/03 | Die Fledermaus par Johann Strauss II | Le Chocolat par Rachel Portman | |

## Palmarès
| Compétition                   | 2004    | 2005    | 2006    | 2007    | 2008    | 2009    | 2010    | 2011    | 2012    | 2013    | 2014    |  |  |  |
| Jeux olympiques d'hiver       |         |         |         |         |         |         | 2e      |         |         |         | 1re     |  |  |  |
| Championnats du monde         |         |         |         | 7e      | 6e      | 4e      | 2e      | 1re     | 2e      | 1re     |         |  |  |  |
| Quatre continents             |         |         |         | 4e      | 2e      | 1re     | F       | 1re     | 2e      | 1re     |         |  |  |  |
| Championnats des États-Unis   |         |         |         | 3e      | 2e      | 1re     | 1re     | 1re     | 1re     | 1re     | 1re     |  |  |  |
| Championnats du monde juniors | 13e     |         | 3e      |         |         |         |         |         |         |         |         |  |  |  |
|                               |         |         |         |         |         |         |         |         |         |         |         |  |  |  |
| Grand Prix ISU                | 2003/04 | 2004/05 | 2005/06 | 2006/07 | 2007/08 | 2008/09 | 2009/10 | 2010/11 | 2011/12 | 2012/13 | 2013/14 |  |  |  |
| Finale du Grand Prix          |         |         |         |         |         | 3e      | 1re     | 1re     | 1re     | 1re     | 1re     |  |  |  |
| Skate America                 |         |         |         |         | 4e      |         |         | 1re     | 1re     | 1re     | 1re     |  |  |  |
| Skate Canada                  |         |         |         | 4e      |         | 1re     |         |         |         |         |         |  |  |  |
| Trophée de France             |         |         |         |         | 3e      |         |         |         |         |         |         |  |  |  |
| Coupe de Russie               |         |         |         |         |         | 3e      | 1re     |         | 1re     |         |         |  |  |  |
| Trophée NHK                   |         |         |         | 4e      |         |         | 1re     | 1re     |         | 1re     | 1re     |  |  |  |
| Légende : F = Forfait         |         |         |         |         |         |         |         |         |         |         |         |  |  |  |

## Sources
- (en) Cet article est partiellement ou en totalité issu de l’article de Wikipédia en anglais intitulé « Meryl Davis » (voir la liste des auteurs).